# Laduholmen, Orsa
Laduholmen eller tidigare Mårtensön är en 2,7 hektar stor holme i Orsa kommun, i norra delen av Orsasjön, 2 kilometer söder om Orsa kyrka och strax norr om byn Näset.
Laduholmen användes tidigare som betesö för byn Näset. Man hade även ängstäkt på ön och skördefester med dans skall ha anordnats här. På 1930-talet uppfördes fritidshusbebyggelse på ön. Sommaren 1938 påträffade två bönder i samband med brunnsgrävning på öns södra sida av som möjligen är ett av Sveriges äldsta arkeologiska spår av mänsklig aktivitet, vad som tolkats som en eldstad som torde vara över 40 000 år gammal. 1987 blev en av öns dåvarande fritidsfastigheter ändrad till helårsboende.
Delar av den äldre ängs- och betesmarken på Laduholmen hålls ännu i hävd, men delar har nu vuxit igen. Skogen på ön domineras av tall, asp och björk.